# 파이살 알다킬
파이살 알다킬(아랍어: فيصل الدخيل, 1957년 8월 23일 ~ )은 쿠웨이트의 전 축구 선수이다. 그는 쿠웨이트 축구 국가대표팀으로 1982년 FIFA 월드컵에 참가했다. 그가 체코슬로바키아전에 넣은 한 골로 쿠웨이트는 승점 1점을 확보할 수 있었고, 이는 현재까지 쿠웨이트의 유일한 월드컵 본선 승점이다. 그는 또한 1980년 하계 올림픽에도 쿠웨이트 대표로 참가하였다. 그리고 1980년 AFC 아시안컵 결승전에서 대한민국을 상대로 2골을 기록하면서 쿠웨이트를 우승으로 이끌었다.